# خون‌آشام (ترانه)
«خون‌آشام» (انگلیسی: Vampire) نخستین تک‌آهنگ از خواننده آمریکایی اولیویا رودریگو است. این ترانه در ۳۰ ژوئن ۲۰۲۳ توسط گفن رکوردز به عنوان تک‌آهنگ لید نخستین ئی‌پی در آینده‌اش منتشر شد. اشعار ترانه توسط رودریگو و دانیل نیگرو با الهام از دل‌شکستگی نوشته شده‌است.
از نظر تجاری، "خون آشام" در رتبه های اول جدول در استرالیا، کانادا، ایرلند، نیوزیلند و ایالات متحده قرار گرفت و سومین تک آهنگ رودریگو در هر پنج کشور شد. این آهنگ همچنین در اتریش، آلمان، یونان، ایسلند، لتونی، لوکزامبورگ، مالزی، هلند، نروژ، فیلیپین، سنگاپور، بریتانیا و ویتنام به 10 آهنگ برتر رسیده است.